# Rimae Maupertuis
Le Rimae Maupertuis sono una struttura geologica della superficie della Luna. La struttura è dedicata all'astronomo francese Pierre Louis Moreau de Maupertuis .